# August Hermann Leugers-Scherzberg
August Hermann Leugers-Scherzberg, geb. Leugers (* 15. April 1958 in Freren, Emsland) ist ein deutscher Historiker.

## Leben
August H. Leugers-Scherzberg gibt seit 2005 mit Lucia Scherzberg die Zeitschrift theologie.geschichte heraus. Von 2010 bis 2018 nahm er die Lehrstuhlvertretung für Kirchen- und Theologiegeschichte an der Universität des Saarlandes wahr.

## Wissenschaftlicher Werdegang
Leugers-Scherzberg studierte Pädagogik, Geschichte und Katholische Theologie an der Westfälischen Wilhelms-Universität Münster. 1990 wurde er in Münster mit einer Dissertation über den Zentrumspolitiker Felix Porsch promoviert. Zwischen 1984 und 1993 arbeitete Leugers-Scherzberg zunächst als Wissenschaftlicher Mitarbeiter am Seminar für Mittlere und Neuere Kirchengeschichte der Katholisch-Theologischen Fakultät der Universität Münster und später als Wissenschaftlicher Mitarbeiter im Fach Geschichte an der Universität/Gesamthochschule Essen. Von 1993 bis 1996 war er Stipendiat der Deutschen Forschungsgemeinschaft. Er habilitierte sich 2001 mit Die Wandlungen des Herbert Wehner. Von der Volksfront zur Großen Koalition im Fach Neuere Geschichte an der Universität Essen. Leugers-Scherzberg erhielt als erster Wissenschaftler uneingeschränkten Zugang zum Nachlass des SPD-Politikers Herbert Wehner.

### Forschungsschwerpunkte
Zu Leugers-Scherzbergs wissenschaftlichen Schwerpunkten zählen der politische Katholizismus, Herbert Wehner und die Geschichte der SPD nach 1945 sowie die Kirchen- und Ordensgeschichte des 20. Jahrhunderts. In dem DFG-Projekt Katholische Missionsschulen in Deutschland 1887–1941 arbeitete er insbesondere an der Entwicklung von Einsatzmöglichkeiten von Datenbanken in der kirchen- und bildungsgeschichtlichen Forschung mit.

### Soziales Engagement
Leugers-Scherzberg ist Vorsitzender des „Vereins zur Förderung der Erziehungs- und Friedensarbeit von APAX-Rwanda e. V.“, der die 2001 von Donata Uwimanimpaye gegründete Gemeinschaft der „Missionnaires de la paix du Christ-Roi (Umuryango mugari w’Abagabuzi b’Amahoro)“ unterstützt, die darum bemüht ist, das fortdauernde Trauma und die soziale Fragmentierung der ruandischen Gesellschaft infolge des Völkermords von 1994 zu bewältigen.

## Schriften
Buchveröffentlichungen
- Felix Porsch 1853–1930. Politik für katholische Interessen in Kaiserreich und Republik. Mainz 1990, ISBN 3-7867-1491-6.
- als Hrsg.: Herbert Wehner: Selbstbesinnung und Selbstkritik. Köln 1994, ISBN 3-462-02340-3.
- als Bearbeiter, mit Wilfried Loth: Die Zentrumsfraktion in der verfassunggebenden Preußischen Landesversammlung 1919–1921: Sitzungsprotokolle. Düsseldorf 1994, ISBN 3-7700-5179-3.
- Die Wandlungen des Herbert Wehner. Von der Volksfront zur Großen Koalition. Berlin 2002, ISBN 3-549-07155-8.
- mit Holger Gast und Antonia Leugers: Optimierung historischer Forschung durch Datenbanken. Die exemplarische Datenbank „Missionsschulen 1887–1940“. Bad Heilbrunn 2010, ISBN 978-3-7815-1720-2.
- mit Holger Gast und Antonia Leugers: Katholische Missionsschulen in Deutschland 1887–1940. Bad Heilbrunn 2013, ISBN 978-3-7815-1939-8.
- mit Antonia Leugers und Lucia Scherzberg: Die Wahrheitsmacher. Ludwig Volk und die Kommission für Zeitgeschichte 1962–1984, Darmstadt 2021 (theologie.geschichte, Beiheft 11). ISBN 978-3-534-40631-9

Herausgeberschaften
- mit Lucia Scherzberg: theologie.geschichte. Zeitschrift für Theologie und Kulturgeschichte 1 (2006)ff (online).
- mit Lucia Scherzberg: theologie.geschichte, Beihefte (online).
- mit Lucia Scherzberg: Genderaspekte in der Aufarbeitung der Vergangenheit, Saarbrücken 2014, ISBN 978-3-86223-175-1.
- mit Lucia Scherzberg: Diskurse über "Form", "Gestalt" und "Stil" in den 20er und 30er Jahren des 20. Jahrhunderts, Saarbrücken 2017, ISBN 978-3-86223-264-2  (online)

Aufsätze
- Einstellungen zu Krieg und Frieden im deutschen Katholizismus vor 1914, in: Jost Dülffer/Karl Holl (Hrsg.), Bereit zum Krieg. Kriegsmentalität im wilhelminischen Deutschland 1890–1914, Göttingen 1986, S. 56–73.
- Latente Kulturkampfstimmung im wilhelminischen Kaiserreich. Konfessionelle Polemik als konfessions- und innenpolitisches Kampfmittel, in: Johannes Horstmann (Hrsg.), Die Verschränkung von Innen-, Konfessions- und Kolonialpolitik im Deutschen Reich vor 1914, Schwerte 1987, S. 13–37.
- Die Wahl Adolf Bertrams zum Fürstbischof von Breslau im Jahr 1914. Ein Schritt zur Entpolitisierung des Bischofsamtes in Preußen, in: Archiv für schlesische Kirchengeschichte 47/48 (1990), S. 117–129.
- Die Modernisierung des Katholizismus im Kaiserreich. Überlegungen am Beispiel von Felix Porsch, in: Wilfried Loth (Hrsg.), Deutscher Katholizismus im Umbruch zur Moderne, Stuttgart u. a. 1991, S. 219–235.
- Der deutsche Katholizismus und sein Ende, in: Johannes Horstmann (Hrsg.), Ende des Katholizismus oder Gestaltwandel der Kirche?, Schwerte 1993, S. 9–35.
- Die Akten Wehners, in: Die Zeit Nr. 8 vom 18. Februar 1994.
- Podiumsbeitrag zum Thema "Kärrner und Zuchtmeister. Herbert Wehners Rolle in Partei und Parlament", Bonn, 23. September 1996, abgedruckt in: Dieter Dowe (Hrsg.), Herbert Wehner (1906–1990) und die deutsche Sozialdemokratie, Bonn-Bad-Godesberg 1996, S. 37–40.
- Herbert Wehner (1906-1990), in: Deutsche Politiker 1949–1969, hrsg. von Torsten Oppelland, Bd. 2, Darmstadt 1999, S. 41–51.
- Herbert Wehner und der Rücktritt Willy Brandts am 7. Mai 1974, in: Vierteljahrshefte für Zeitgeschichte 50 (2002), S. 303–322.
- Herbert Wehner, in: Biographisches Handbuch der Mitglieder des Deutschen Bundestages 1949–2001, hrsg. v. Rudolf Vierhaus und Ludolf Herbst, München 2002, S. 927f.
- Von den Stalin-Noten bis zum Deutschlandplan: Die deutsche Sozialdemokratie und der Neutralismus in den 1950er Jahren, in: Dominik Geppert/Udo Wengst (Hrsg.), Neutralität – Chance oder Chimäre? Konzepte des Dritten Weges für Deutschland und die Welt 1945 – 1990, München 2005, S. 45–58.
- Unwillige Historiker. Die Aufarbeitung der Vergangenheit der deutschen Geschichtswissenschaft seit den 1990er Jahren, in: Lucia Scherzberg (Hg.), Theologie und Vergangenheitsbewältigung. Eine kritische Bestandsaufnahme im interdisziplinären Vergleich, Paderborn u. a. 2005, S. 89–102.
- Adenauers geheim gehaltene Äußerungen im Londoner Claridge-Hotel oder der latente Antisemitismus des bundesdeutschen Gründungskanzlers, in: theologie.geschichte 1 (2006), S. 343–349.
- "Berufungserlebnisse" im katholischen Milieu der Zwischenkriegszeit. Die Lebensläufe St. Wendeler Missionsschüler von 1930 bis 1938, in: Gisela Fleckenstein / Michael Klöcker / Norbert Schloßmacher (Hrsg.), Kirchengeschichte. Alte und neue Wege. Festschrift für Christoph Weber, Bd. 2, Frankfurt a. M. 2008, S. 763–773.
- Das soziale Ganze beschreiben. Vergemeinschaftungskonzepte in der deutschen Geschichtswissenschaft von der Volksgeschichte bis zur Gesellschaftsgeschichte, in: Lucia Scherzberg (Hrsg.), Gemeinschaftskonzepte im 20. Jahrhundert zwischen Wissenschaft und Ideologie, Saarbrücken 2010 (theologie.geschichte, Beiheft 1), S. 195–217.
- Herbert Wehners Auseinandersetzung mit Nationalsozialismus und Stalinismus in den Jahren 1942/3 bis 1947, in: Lucia Scherzberg (Hrsg.), „Doppelte Vergangenheitsbewältigung“ und die Singularität des Holocaust, Saarbrücken 2012 (theologie.geschichte, Beiheft 5), S. 319–331.
- Katholische Kirche, Zwangsarbeiter und die Entdeckung des „kooperativen Antagonismus“ in der „nationalsozialistischen Kriegsgesellschaft“, in: theologie.geschichte 3 (2008). (veröffentlicht: März 2013) (online).
- Herbert Wehner, das Monnet-Komitee und die europapolitische Wende der SPD 1956/57, in: Michaela Bachem-Rehm, Claudia Hiepel, Henning Türk (Hg.), Teilungen Überwinden. Europäische und Internationale Geschichte im 19. und 20. Jahrhundert. Festschrift für Wilfried Loth, München 2014, S. 491–505.
- mit Lucia Scherzberg, Der Ausbruch des Ersten Weltkriegs und die katholische Theologie in Deutschland, in: Concilium  50 (2014) S. 328–332.
- mit Lucia Scherzberg: Das Ringen um ein authentisches Beuroner Benediktinertum in der Nachkriegszeit und die Wiederbesiedlung der Benediktinerabtei St. Mauritius in Tholey im Jahr 1950 : ein Problemaufriss , in: Studien und Mitteilungen zur Geschichte des Benediktinerordens und seiner Zweige 127 (2016), S. 447–468.
- Religiöse Kriegslegitimationen in europäischen Kriegen des 20. Jahrhunderts. Überlegungen an den Beispielen des deutsch-sowjetischen Krieges 1941–1945, des nordirischen Bürgerkrieges und des Bosnienkrieges, in: theologie.geschichte 12 (2017), S. 11–27, (online)
- Der Antisemitismus des Katholikentagskommissars Karl Fürst zu Löwenstein (1834–1921), in: Sara Han/Anja Middelbeck-Varwick/Markus Thurau (Hg.), Bibel – Israel – Kirche. Studien zur jüdisch-christlichen Begegnung. FS Rainer Kampling, Münster 2018, S. 207–222.
- Herbert Wehner, Selbstbesinnung und Selbstkritik. Erfahrungen und Gedanken eines Deutschen (1942/43), in: Confrontations au national-socialisme en Europe francophone et germanophone. Auseinandersetzungen mit dem Nationalsozialismus im deutsch- und französischsprachigen Europa (1919–1949), Bd. 3: Les gauches face au national-socialisme. Die Linke und der Nationalsozialismus, hrsg. von Nicolas Patin und Dominique Pinsolle, Brüssel 2019, S. 207–216.
- Der politische Katholizismus in der Grafschaft Glatz 1871–1933, in: AGG-Mitteilungen 18 (2019). S. 39–51.
- Wehner, Richard Herbert, in: Neue Deutsche Biographie, Bd. 27: Vockerodt - Wettiner. Berlin 2020, S. 558–560.
- mit Lucia Scherzberg: Die Wiederbesiedlung der Benediktiner-Abtei St. Mautritius in Tholey im Jahr 1950: Grenzüberschreitung und Abgrenzungen im deutsch-französischen Raum der Nachkriegszeit, in: Tiziana Chiusi/Anne Rennig (Hg.), Europaforschung interdisziplinär. Beiträge zur 1. und 2. „Europa-Ringvorlesung“ des Europa-Kollegs CEUS der Universität des Saarlandes, Saarbrücken 2021 (COLLEGIUM EUROPAEUM UNIVERSITATIS SARAVIENSIS, 2), S. 41–47.
- Anton Scharnagl, Die nationalsozialistische Weltanschauung. Referat auf der Diözesan-Synode für die Erzdiözese München und Freising am 19. November 1930, in: Michael Hüttenhoff/Lucia Scherzberg (Hg.), Confrontations au national-socialisme en Europe francophone et germanophone. Auseinandersetzungen mit dem Nationalsozialismus im deutsch- und französischsprachigen Europa 1919–1949, Bd. 5.1: Protestanten und Katholiken aus dem deutschsprachigen Europa, Bruxelles u. a. 2021, S. 209–221.
- Willi Graf (1918–1943) und sein Entschluss zum aktiven Widerstand gegen den Nationalsozialismus im Lichte seines Nachlasses, in: theologie.geschichte 17 (2022), (online)
- Quellenkritik: Legendenbildung und Quellenmanipulation in biografischen Darstellungen zu Willi Graf, in: theologie.geschichte 19 (2024), (online)
- Der Reformkatholizismus um 1900. Eine Bewegung bildungsbürgerlicher Männer, in: Jörg Seiler (Hg.), Literatur - Gender - Konfession. Katholische Schriftstellerinnen, Bd. 3: Katholischer Literaturstreit, ‚Hochland‘ und München als Referenzpunkte, Regensburg 2024, S. 64–75

Übersetzungen
- mit Lucia Scherzberg aus dem Amerikanischen:  Richard Wolin, Heidegger und Jünger: "Der gefährliche Augenblick", in: August H Leugers-Scherzberg / Lucia Scherzberg (Hg.), Genderaspekte in der Aufarbeitung der Vergangenheit, Saarbrücken 2014, S. 55–82.

Rezensionen
- Ruppert, Karsten: Im Dienst am Staat von Weimar. Das Zentrum als regierende Partei in der Weimarer Demokratie 1923–1930, Düsseldorf 1992, in: Archiv für Sozialgeschichte 34 (1994), S. 666
- Scholz, Michael F.: Wehner in Schweden 1941–1946, München 1995, in: Die Neue Gesellschaft – Frankfurter Hefte 43 (1996), S. 91 f.
- Alberigo, Giuseppe (Hrsg.): Geschichte des Zweiten Vatikanischen Konzils (1959–1965), Bd. 1–3, Mainz/Leuven 1997–2002, in: Concilium 41 (2005), S. 466–469.
- Wenzel, Knut: Kleine Geschichte des Zweiten Vatikanischen Konzils, Freiburg-Basel-Wien 2005, in: theologie.geschichte 1 (2006), S. 357–359.
- Dellwing, Michael: Globalisierung und religiöse Rhetorik. Heilsgeschichtliche Aspekte in der Globalisierungsdebatte, Frankfurt-New York 2008, in theologie.geschichte 4 (2009) (online).
- Rößner, Susan: Die Geschichte Europas schreiben. Europäische Historiker und ihr Europabild im 20. Jahrhundert, Frankfurt/New York 2009, in: theologie.geschichte 7 (2012) (online).
- Faber, Richard / Puschner, Uwe (Hrsg.): Preußische Katholiken und katholische Preußen im 20. Jahrhundert, Würzburg 2011, in: theologie.geschichte 8 (2013) (online).
- Winfried Eberhard/Christian Lübke (Hrsg.): Die Vielfalt Europas. Identitäten und Räume, Leipzig: Leipziger Universitätsverlag  2009, in: theologie.geschichte 8 (2013) (online).
- Knigge, Volkhard (Hrsg.): Kommunismusforschung und Erinnerungskulturen in Ostmittel- und Westeuropa, Köln/Weimar/Wien 2013, in theologie.geschichte 9 (2014) (online).
- Müller, Markus: Das Deutsche Institut für wissenschaftliche Pädagogik 1922–1980. Von der katholischen Pädagogik zur Pädagogik von Katholiken. Paderborn 2014, in: H-Soz-Kult, 25. April 2014 (online).
- Zedler, Jörg (Hrsg.): "Was die Welt im Innersten zusammenhält". Gesellschaftlich-staatliche Kohäsionskräfte im 19. und 20. Jahrhundert. München 2014, in: H-Soz-Kult, 31. Oktober 2014  (online).
- Zinser, Hartmut: Religion und Krieg, Paderborn 2015, in: theologie.geschichte 10 (2015)  (online).
- Thomas Forstner: Priester in Zeiten des Umbruchs. Identität und Lebenswelt des katholischen Pfarrklerus in Oberbayern 1918 bis 1945. Göttingen 2014. In: H-Soz-Kult. 24. Januar 2017 (hsozkult.de).
- Stefan Gerber, Pragmatismus und Kulturkritik. Politikbegründung und politische Kommunikation im Katholizismus der Weimarer Republik (1918–1925) (Quellen und Forschungen aus dem Gebiet der Geschichte, NF, H. 26), in: theologie.geschichte; Bd. 12 (2017) (online)
- Franz Walter, Rebellen, Propheten und Tabubrecher. Politische Aufbrüche und Ernüchterungen im 20. und 21. Jahrhundert, in: theologie.geschichte; Bd. 13 (2018) (online)
- Hansen, Jan: Abschied vom Kalten Krieg? Die Sozialdemokraten und der Nachrüstungsstreit (1977–1987), Berlin u. a. 2016, in: Neue Politische Literatur 63,1 (2018), 142–144, (online)
- Kühne, Tobias: Das Netzwerk „Neu Beginnen“ und die Berliner SPD nach 1945, Berlin 2018, in: Neue politische Literatur 64,2 (2019), S. 409–411, (online)
- Eckard Holler, Auf der Suche nach der Blauen Blume. Die großen Umwege des legendären Jugendführers Eberhard Koebel (tusk). Eine Biografie: in: theologie.geschichte, Bd. 17 (2022), (online)
- Ilona Nord/Thomas Schlag (Hg.), Die Kirchen und der Populismus. Interdisziplinäre Recherchen in Gesellschaft, Religion, Medien und Politik: in: theologie.geschichte, Bd. 17 (2022), (online)
- Süß, Dietmar: Der seltsame Sieg. Das Comeback der SPD und was es für Deutschland bedeutet, München 2022, in: Neue Politische Literatur 69, 2 (2024), S. 272–274. (online)